# فلاديمير أكوبيان
فلاديمير أكوبيان (بالإنحليزية:Vladimir Akopian) لاعب شطرنج أرميني من مواليد 7 ديسمبر 1971 وهو يحمل لقب أستاذ كبير.

## عن حياته
ولد في 7 ديسمبر 1971 في باكو في أذربيجان التي كانت ضمن الاتحاد السوفييتي.

## من إنجازاته
- فاز ببطولة العالم تحت 16 سنة في عام 1986 وهو في الرابعة عشر.
- فاز ببطولة العالم تحت 18 سنة وهو في السادسة عشر.
- فاز ببطولة العالم للشطرنج للشباب في عام 1991.
- فاز ببطولة أرمينيا للشطرنج في عامي 1996 و 1997.
- لعب ضمن الفريق الأرميني الفائز بالميدالية الذهبية في أولمبياد الشطرنج في 2006، والتي جاء فيها الفريق الصيني ثانياً والأمريكي ثالثاً.
- لعب ضمن الفريق الأرميني الفائز بالميدالية الذهبية في بطولة الشطرنج العالمية للفرق في 2011.

## روابط خارجية
- فلاديمير أكوبيان على موقع الاتحاد الدولي للشطرنج (الإنجليزية)
- فلاديمير أكوبيان على موقع مباريات الشطرنج (الإنجليزية)
- فلاديمير أكوبيان على موقع 365Chess.com (الإنجليزية)
- فلاديمير أكوبيان على موقع Chesstempo.com (الإنجليزية)
- فلاديمير أكوبيان على موقع الاتحاد الأمريكي للشطرنج (الإنجليزية)
- فلاديمير أكوبيان سجل أولمبياد الشطرنج على موقع OlimpBase.org (الإنجليزية)